# Hill End, Shropshire
Hill End var en civil parish från 1858 till 1884 då den blev en del av Lydbury North, i grevskapet Shropshire, i England. Civil parish var belägen 6 km från Craven Arms och hade 0 invånare år 1881.